# The Workhorse Chronicles
The Workhorse Chronicles – pierwsze wydawnictwo DVD amerykańskiej grupy muzycznej Mastodon. Wydawnictwo ukazało się 21 lutego 2006 roku nakładem wytwórni muzycznej Relapse Records.

## Lista utworów
The Evolution of Mastodon
1. Introduction to Mastodon
2. Profiling Mastodon
3. Pre-Mastodon
4. Formation of Mastodon
5. Mastodon Environment
6. Roar of Mastodon

Live performances
1. Deep Sea Creature (May 2000, Tallahassee, FL)
2. Slick Leg (May 2000, Tallahassee, FL)
3. Thank You For This (2002, Atlanta, GA)
4. Call Of The Mastodon (May 2000, Tallahassee, FL)
5. Shadows That Move (Summer 2002, Baltimore, MD)
6. Battle At Sea (Summer 2002, Baltimore, MD)
7. Hail To Fire (April 2005, Los Angeles, CA)
8. We Built This Come Death (2002, Atlanta GA)
9. Welcoming War (Summer 2002, Baltimore, MD)
10. Burning Man (2002, Atlanta GA)
11. Crusher Destroyer (May 2005, Atlanta, GA)
12. March Of The Fire Ants (April 2005, Los Angeles, CA)
13. Mother Puncher (Summer 2005, With Full Force Festival, Germany)
14. Ol’e Nessie (2002, Atlanta, GA)
15. Trainwreck (January 2001, Atlanta, GA)
16. Trampled Under Hoof (2002, Atlanta, GA)
17. Trilobite (May 2003, Memphis, TN)
18. Where Strides The Behemoth (September 2005, Atlanta, GA)
19. Workhorse (2004, Hellfest)
20. Megalodon (May 2005, Atlanta, GA)
21. Aqua Dementia (Summer 2005, Denver, CO)
22. Blood & Thunder (September 2005, Atlanta, GA)
23. Hearts Alive (April 2005, Los Angeles, CA)
24. I Am Ahab (September 2005, Atlanta, GA)
25. Iron Tusk (May 2005, Atlanta, GA)
26. Ísland (September 2005, Atlanta, GA)
27. Naked Burn (February 2004, Philadelphia, PA)
28. Seabeast (June 2004, London, UK)
29. The Videos
30. Creating the Videos
31. March of the Fire Ants (Extended Version)
32. Iron Tusk (Uncensored Version)
33. Blood and Thunder

## Twórcy albumu
- Brann Dailor – perkusja
- Brent Hinds – gitara, wokal
- Bill Kelliher – gitara, wokal wspierający
- Troy Sanders – gitara basowa, wokal
- Eric Saner – wokal wspierający w utworach „Deep Sea Creature”, „Slick Leg” oraz „Call of the Mastodon”

## Listy sprzedaży
| Lista                            | Kraj              | Pozycja |
| -------------------------------- | ----------------- | ------- |
| Billboard 200. Music Video Sales | Stany Zjednoczone | 31      |